# Novomîkolaiivka, Jovtnevîi
Novomîkolaiivka (în ucraineană Новомиколаївка) este localitatea de reședință a comunei Novomîkolaiivka din raionul Jovtnevîi, regiunea Mîkolaiiv, Ucraina.

## Demografie
Componența lingvistică a localității Novomîkolaiivka
     Ucraineană (91,82%)
     Rusă (6,8%)
     Alte limbi (0,78%)
Conform recensământului din 2001, majoritatea populației localității Novomîkolaiivka era vorbitoare de ucraineană (91,82%), existând în minoritate și vorbitori de rusă (6,8%).